# Chronik der DDR (1949–1960)

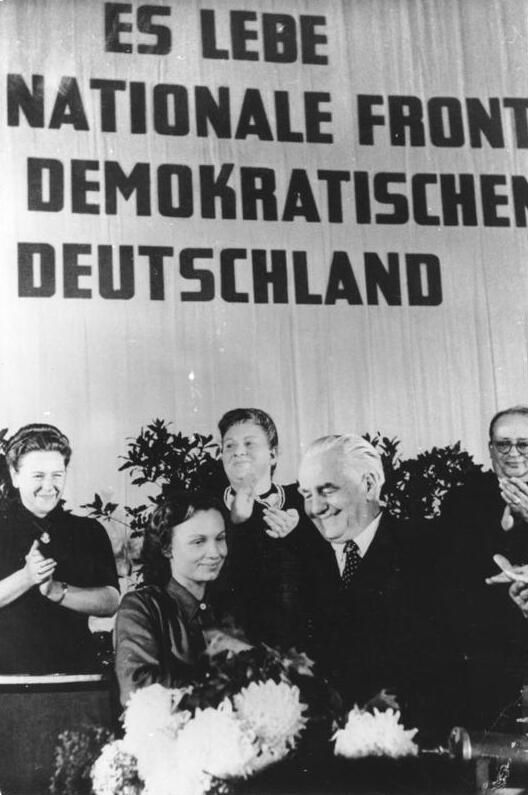
Die jüngste Abgeordnete der Volkskammer, Margot Feist, beglückwünscht Wilhelm Pieck zu seiner Wahl als Staatspräsident

Chronik der DDR (1949–1960) beschreibt einzelne Ereignisse in der DDR zwischen 1949 und 1960. Sie ergänzt den Hauptartikel Geschichte der DDR.

## 1949

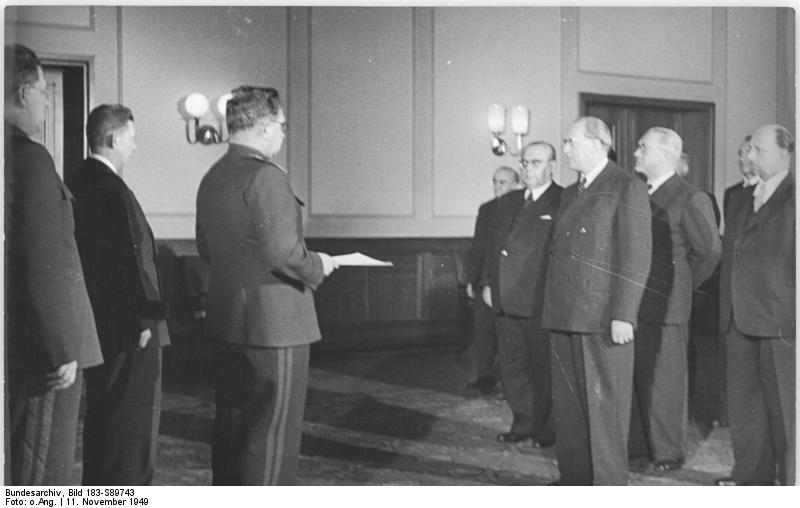
Die neue Provisorische Regierung der DDR bei General Wassili Tschuikow in Berlin-Karlshorst

1949 wird die DDR gegründet. Die wichtigsten Verfassungsorgane werden geschaffen, Wahlen finden aber erst 1950 statt.
Am 7. Oktober erklärt sich der 2. Deutsche Volksrat zur Provisorischen Volkskammer und setzt die Verfassung der DDR in Kraft.
Am 8. Oktober wird das Frankfurter Abkommen über den Interzonenhandel zwischen der DDR und der Bundesrepublik in Frankfurt am Main unterzeichnet. Es regelt den freien Warenhandel zwischen beiden Ländern nach den Staatsgründungen.
Am 10. Oktober werden die Verwaltungsfunktionen in der DDR von der Sowjetischen Militäradministration an die Provisorische Regierung der DDR übertragen. Die neue Sowjetische Kontrollkommission (SKK) behält aber einen maßgeblichen Einfluss.
Am 10. Oktober wird die Länderkammer der DDR gebildet.
Am 11. Oktober wird Wilhelm Pieck  zum Präsidenten der DDR von der Provisorischen Volkskammer und der Länderkammer gewählt. Am Abend gibt es eine Massenkundgebung der Freien Deutschen Jugend (FDJ) mit offiziell 200.000 Teilnehmern in Berlin.
Am 12. Oktober wird die Provisorische Regierung der DDR mit dem Ministerpräsidenten Otto Grotewohl von der Provisorischen Volkskammer bestätigt und von Präsident Pieck vereidigt. Damit ist die Gründung der DDR abgeschlossen.
Am 28. Oktober wird der Arbeitsminister von Sachsen-Anhalt Leo Herwegen (CDU) wegen angeblicher Spionage verhaftet. Er wird im April 1950 im Dessauer Schauprozess mit weiteren Angeklagten zu einer langjährigen Zuchthausstrafe verurteilt.
Am 5. November wird Auferstanden aus Ruinen von Johannes R. Becher und Hanns Eisler zur Nationalhymne der DDR erklärt. Am 7. November erklingt sie erstmals öffentlich bei einem Staatsakt zum Jahrestag der Oktoberrevolution.
Am 8. Dezember werden das Oberste Gericht und die Staatsanwaltschaft der DDR gebildet.
Am 21. Dezember finden Feierlichkeiten zum 70. Geburtstag von Josef Stalin in vielen Städten der DDR statt. In Berlin gibt es eine Massenkundgebung zur Umbenennung der bisherigen Frankfurter Allee in Stalinallee mit etwa 100.000 Teilnehmern.

## 1950

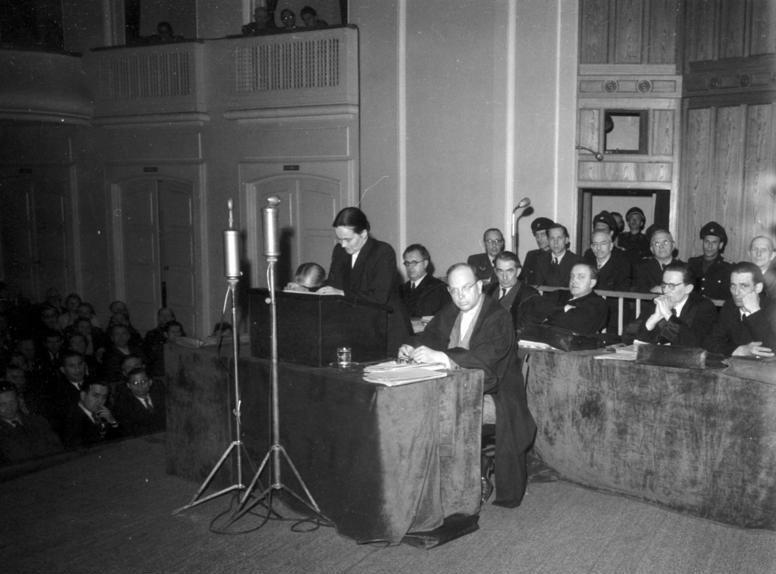
Schauprozess in Dessau gegen Landesminister Leo Herwegen und weitere Beteiligte der Conti-Affäre

Das Jahr 1950 ist geprägt durch die Schaffung weiterer eigenständiger staatlicher Strukturen in der jungen DDR. Dieses schließt auch rigoroses Vorgehen gegen tatsächliche und vermeintliche Gegner ein. Es kommt zu etwa 80.000 Verurteilungen durch deutsche Gerichte und Sowjetische Militärtribunale. Etwa 200.000 Menschen siedeln offiziell in die Bundesrepublik über.
Seit dem 7. Januar ist die Deutsche Grenzpolizei für die Sicherung der Staatsgrenze der DDR zuständig.
Am 7. Januar konstituiert sich die Nationalen Front des demokratischen Deutschlands als Zusammenschluss aller Parteien und Massenorganisationen sowie weiterer wichtiger gesellschaftlicher Vertreter der DDR.
Am 12. Januar wird die Todesstrafe in der Sowjetunion wieder eingeführt. Diese wird auch bei einigen DDR-Bürgern durch Sowjetische Militärtribunale verhängt und in Moskau vollstreckt.
Ab dem 17. Januar sollen die sowjetischen Internierungslager in der DDR aufgelöst werden. Etwa 10.000 Internierte werden danach freigelassen, etwa 10.000 weitere in Gefängnisse und Zuchthäuser der DDR überstellt.
Am 23. Januar stürmen SED-Mitglieder die Landesgeschäftsstelle der CDU in Dresden und fordern die Absetzung des stellvertretenden Landtagspräsidenten Hugo Hickmann. Dieser hatte die führende Rolle der SED hinterfragt und eine stärkere Orientierung. auf eine deutsche Wiedervereinigung verlangt. Er tritt am 30. Januar von seinen Ämtern zurück und wird später aus der CDU ausgeschlossen.
Am 3. Februar konstituiert sich der Nationalrat der Nationalen Front des demokratischen Deutschlands.
Am 8. Februar wird das Ministerium für Staatssicherheit gebildet.
Am 8. Februar wird ein Gesetz über die Teilnahme der Jugend am Aufbau der DDR durch die Provisorische Volkskammer erlassen, das diese in die Entwicklung in der DDR einbezieht, ihr aber auch mehr Rechte und Entwicklungsmöglichkeiten ermöglicht.
Am 16. Februar werden Wilhelm Zaisser zum ersten Minister für Staatssicherheit und Erich Mielke zum Staatssekretär ernannt.
Am 24. März wird die Deutsche Akademie der Künste in Berlin gegründet. Erster Präsident wird Arnold Zweig.
Am 24. März wird das Spielen von anglo-amerikanischer Beatmusik bei Tanzveranstaltungen verboten.
Am 30. März wird die Einführung der Schulspeisung beschlossen. Seit dem 15. April gibt es in allen Grund-, Ober-, Fach- und Hochschulen, sowie Kindergärten und Kindertageskrippen eine warme Mahlzeit täglich.
Am 16. April verliert die SG Dresden-Friedrichstadt das entscheidende Spiel um die erste DDR-Fußballmeisterschaft gegen die ZSG Horch Zwickau mit 1:5. Danach kommt es zu schweren Zuschauerausschreitungen in Dresden, da der Spielverlauf nicht fair verlief. Die meisten Spieler ziehen danach mit dem Spielertrainer Helmut Schön nach West-Berlin.
Am 21. April werden die gesetzlichen Feiertage Tag der Befreiung (8. Mai) und Tag der Republik (7. Oktober) durch die Provisorische Volkskammer eingeführt.
Ab dem 21. April werden die Waldheimer Prozesse durchgeführt, bei denen mehr als 3400 wegen Kriegs- und nationalsozialistischen Verbrechen Angeklagte in Schauprozessen zu hohen Zuchthausstrafen und 32 zum Tode verurteilt werden.  Nach internationalen Protesten werden 1952 einige Urteile revidiert.
Vom 24. bis 29. April werden in einem Schauprozess mehrere Verantwortliche des Contigas-Unternehmens in Dessau zu langjährigen Zuchthausstrafen verurteilt, darunter Sachsen-Anhalts Minister Leo Herwegen. Ihnen wird Verschiebung von sozialistischem Eigentum in den Westen vorgeworfen.
Am 28. April kommt es zum ersten Treffen von führenden Vertretern der evangelischen und der römisch-katholischen Kirche mit Ministerpräsident Otto Grotewohl. Dabei werden verschiedene Themen des Verhältnisses zwischen Staat und den beiden Kirchen besprochen.
Am 15. Mai werden die Reparationsansprüche der sowjetischen Regierung gegen die DDR von 6,3 Milliarden Mark auf 3,1 Milliarden Mark reduziert.
Am 17. Mai wird das Volljährigkeitsalter auf 18 Jahre statt bisher 21 Jahre herabgesetzt.
Am 26. Mai werden alle Telefonverbindungen nach West-Berlin unterbrochen.
Vom 27. bis 30. Mai (Pfingsten) findet das erste Deutschlandtreffen der Jugend in Berlin mit etwa 500.000 Teilnehmern aus der DDR und anderen Ländern statt.
Am 17. und 18. Juni wird der Verband Bildender Künstler Deutschlands in Berlin gegründet. Erster Präsident wird Otto Nagel.
Am 23. Juni schließt die DDR einen Vertrag mit der ČSR, in dem beide Länder auf Ansprüche gegeneinander verzichten und die DDR die Vertreibungen von Deutschen aus der Tschechoslowakei seit 1945 als gerecht bezeichnet.
Vom 4. bis 6. Juli findet der Deutsche Schriftstellerkongreß in Berlin statt. Auf diesem wird der Deutsche Schriftstellerverband gegründet. Erster Präsident wird Bodo Uhse.
Am 6. Juli wird die Oder-Neiße-Grenze durch die DDR im Görlitzer Vertrag mit der Volksrepublik Polen anerkannt. Sie verzichtet damit auf Ansprüche auf die ehemaligen deutschen Ostgebiete.
Vom 16. bis 20. Juli findet das erste Nachkriegs-Bachfest in Leipzig statt.
Vom 20. bis 24. Juli findet der III. Parteitag der SED in Ost-Berlin statt. Dabei wird der planmäßige Aufbau des Sozialismus in der DDR und der erste Fünfjahrplan beschlossen. Außerdem wird das Zentralkomitee (ZK) als Nachfolger des bisherigen Parteivorstandes gebildet.
Am 25. Juli wählt dieses das Politbüro, das Sekretariat des ZK und die Zentrale Parteikontrollkommission (ZPKK). Vorsitzende der Partei bleiben Wilhelm Pieck und Otto Grotewohl; Generalsekretär des ZK wird Walter Ulbricht.
Am 8. August wird der Generalsekretär der LDPD Günter Stempel verhaftet. Er hatte unter anderem die bevorstehenden Volkskammerwahlen kritisiert. Er wird später zu 25 Jahren Haft verurteilt
Am 17. August wird der Vorschlag über den ersten Fünfjahrplan von SED-Generalsekretär Walter Ulbricht an die Provisorische Regierung in einem Staatsakt übergeben. Dieser sieht eine zentrale Planwirtschaft, sowie die Verdoppelung der Industrieproduktion und die Steigerung der Arbeitsproduktivität vor.
Am 18. August wird das Eisenhüttenkombinats Ost (EKO) durch einen symbolischen Akt von Industrieminister Fritz Selbmann begründet.
Am 24. August wird die Verhaftung von drei leitenden DDR-Verantwortlichen, sowie Amtsenthebungen und Parteiausschlüsse von sieben weiteren SED-Mitgliedern wegen Kontakten zu dem angeblichen US-Agenten Noel Field durch das ZK der SED beschlossen. In dieser Zeit werden etwa 300 Parteimitglieder aus der früheren Westemigration mit demselben Grund mit ähnlichen Strafen belegt. 1956 werden alle Betroffenen rehabilitiert.
Am 31. August werden die Zeugen Jehovas aus der Liste der erlaubten Religionsgemeinschaften gestrichen. Grund dafür ist ihre grundsätzliche Ablehnung der Beteiligung an staatlichen Organisationsstrukturen. Etwa 1000 Mitglieder werden verhaftet und verurteilt. Bei einem Schauprozess am 3. und 4. Oktober werden neun führende Vertreter zu langjährigen Zuchthausstrafen verurteilt. Das Verbot als Religionsgemeinschaft wird erst 1989/90 aufgehoben.
Am 6. September wird Justizstaatssekretär Helmut Brandt verhaftet, weil er die Waldheimer Prozesse kritisiert hatte. Er wird später verurteilt.
Am 6. September wird das Gesetz zum Aufbau der Städte beschlossen. Es sieht einen raschen Wiederaufbau vor, wobei sozialistische Neubauten bevorzugt werden. In der folgenden Zeit werden viele halbzerstörte Gebäude abgerissen, die erhalten hätten werden können.
Am 7. September wird die Ruine des Berliner Stadtschlosses gesprengt.
Am 27. September wird das Gesetz über den Mutter- und Kinderschutz und die Rechte der Frau durch die Provisorische Volkskammer verabschiedet. Dieses soll die Gleichberechtigung von Frauen im gesellschaftlichen und persönlichen Leben weiter befördern.
27. September 1950
Wegen ihrer Proteste gegen die undemokratischen Volkskammerwahlen werden in Güstrow acht Oberschüler zu Zuchthausstrafen zwischen 5 und 15 Jahren verurteilt.
28. September 1950
In Schwerin werden der Oberschüler Enno Henke und sieben weitere Schüler wegen „Unterwanderung“ zu hohen Zuchthausstrafen verurteilt.
Am 29. September wird die DDR Mitglied im Rat für gegenseitige Wirtschaftshilfe (RGW), der Wirtschaftsvereinigung der sozialistischen Länder.
Am 15. Oktober finden erste Wahlen zur Volkskammer, sowie zu Land- und Kreistagen und Gemeindevertretungen in der DDR statt. Die von der SED dominierte Einheitsliste der Nationalen Front erhält nach offiziellen Angaben 99,7 % der Stimmen.
Am 21. und 22. Oktober nimmt erstmals ein Vertreter der DDR an einem Außenministertreffen der RGW-Staaten in Prag teil. Dabei werden beide deutsche Staaten aufgefordert, über einen Gesamtdeutschen Rat zu verhandeln.
Am 27. Oktober wird die Überprüfung aller Parteimitglieder und Kandidaten der SED durch den Umtausch der Mitgliedsbücher und Kandidatenkarten beschlossen. Dabei werden im ersten Halbjahr 1951 etwa 150.000 Mitglieder ausgeschlossen, vor allem ehemalige SPD-Mitglieder.
31. Oktober 1950
Roland Bude und sieben weitere Angeklagte werden von einem Sowjetischen Militärtribunal zu zweimal 25 Jahren Zwangsarbeitslager verurteilt.
Am 8. November konstituiert sich die neu gewählte Volkskammer. Präsident wird Johannes Dieckmann (LDPD).
11. November 1950
Der aus der DDR nach West-Berlin geflohene  Alfred Weiland wird vom sowjetischen Geheimdienst KGB nach Ost-Berlin verschleppt.
Am 30. November werden Verhandlungen über die Bildung eines Gesamtdeutschen Konstituierenden Rates durch Ministerpräsident Grotewohl an die Bundesregierung vorgeschlagen. Bundeskanzler Adenauer lehnt dies am 15. Januar 1950 ab und fordert freie Wahlen in der DDR.
Am 1. Dezember wird ein Ostdeutscher aus dem Gebäude des Berliner Rundfunk der DDR in West-Berlin wahrscheinlich nach Ost-Berlin verschleppt. Die verantwortlichen DDR-Rundfunkmitarbeiter werden in West-Berlin bei einem Strafprozess am 29. August 1951 mangels Beweisen freigelassen. Wahrscheinlich gibt es noch weitere solcher Entführungen in diesen Jahren.
Am 8. Dezember werden der frühere thüringische Finanzminister Leonhard Moog (LDPD) und weitere Angeklagte in Abwesenheit zu hohen Haftstrafen durch das Oberste Gericht der DDR verurteilt.
Am 15. Dezember wird ein Gesetz zum Schutz des Friedens durch die Volkskammer beschlossen. Damit können Aktivitäten gegen die Politik der SED einfacher bestraft werden.
Am 15. Dezember wird die Schulpflicht für die achtjährige Grundschule und berufsbildende Schulen durch die Volkskammer beschlossen.
Am 20. Dezember werden in einem Schauprozess führende Vertreter der Deutschen Solvay Werke in Dessau zu langjährigen Zuchthausstrafen wegen Wirtschaftsspionage verurteilt. Der Besitz des belgischen Unternehmens in der DDR kann daraufhin verstaatlicht werden.

## 1951
Im Jahr 1951 werden über 60.000 Personen von DDR-Gerichten und dem Sowjetischen Militärtribunal verurteilt, meist zu langjährigen Zuchthausstrafen. Etwa 150.000 Mitglieder werden aus der SED ausgeschlossen, über 160.000 DDR-Bürger siedeln in die Bundesrepublik über.
Ab dem 1. Januar folgt die Wirtschaft der DDR dem ersten Fünfjahresplan.
Am 15. Januar wird die Todesstrafe gegen den 17-jährigen Wismutarbeiter Hermann Flade verhängt. Er hatte Plakate gegen die Volkskammerwahlen 1950 verteilt und einen Volkspolizisten bei seiner versuchten Festnahme verletzt. Nach Protesten, auch von Bundeskanzler Adenauer und West-Berlins Bürgermeister Reuter wird dieses in 15-jährige Zuchthausstrafe abgemildert.
Am 25. Januar wird die Vereinigung Volkseigener Betriebe (LPG) auf Länderebene gegründet.
Am 1. Februar wird West-Staaken, das bis dahin zu West-Berlin gehört, durch Volkspolizisten besetzt. Sie erzwingen damit einen Gebietsaustausch, der 1945 beschlossen worden war.
Am 17. März wird der Kampf gegen den Formalismus in Kunst und Literatur durch das ZK der SED beschlossen. Damit beginnt eine umfassende Kampagne gegen Kunstrichtungen, die vom sozialistischen Realismus abweichen.
Am 23. März werden Betriebskollektivverträge in den Volkseigenen Betrieben eingeführt, die danach zu heftigen Protesten in den Betrieben führen.
Vom 3. bis 6. April wird der Verband der Komponisten und Musikwissenschaftler innerhalb des Kulturbundes in Ost-Berlin gegründet.
Am 22. April konstituiert sich das Nationale Olympische Komitee für Ostdeutschland.
Am 26. April wird die Leitung und Kontrolle der Sozialversicherung dem Freien Deutschen Gewerkschaftsbund (FDGB) übertragen.
Vom 16. bis 18. Mai findet der Erste Deutsche Kulturkongreß in Leipzig mit Teilnehmern aus beiden deutschen Staaten statt.
Am 26. Juni verbietet die Bundesregierung Tätigkeiten der DDR- und KPD-Jugendorganisation FDJ in der Bundesrepublik.
Am 5. Juli sterben 30 Personen, darunter meist Schulkinder, bei einer Schiffsexplosion auf der Spree in Ost-Berlin. Hilfsangebote aus West-Berlin werden abgelehnt.
Vom 11. bis 15. Juli findet der 3. Deutsche Evangelische Kirchentag in West- und Ost-Berlin statt. Dabei kommt es zu vielen Ost-West-Begegnungen. Der DDR-Präsident Wilhelm Pieck nimmt am Eröffnungsgottesdienst teil.
Am 19. Juli wird für alle DDR-Fahrzeuge die Durchfahrt durch West-Berlin durch das Ministerium des Innern der DDR verboten.
Am 3. August wird das fünf Meter hohe Stalin-Denkmal in Ost-Berlin als erstes seiner Art in der DDR eingeweiht. Es wird 1961 unauffällig wieder entfernt.
Vom 5. bis 19. August finden die 3. Weltfestspiele der Jugend und Studenten in Ost-Berlin mit etwa zwei Millionen Teilnehmern statt.
Am 16. August wird das Institut für wirtschaftswissenschaftliche Forschung, der Auslandsnachrichtendienst der DDR, gegründet.
Am 16. August wird das Amt für Literatur und Verlagswesen durch den Ministerrat beschlossen. Dieses soll weitreichende Entscheidungskompetenzen über Buchveröffentlichungen, mit Verlagslizenzen und Papierkontingentzuteolungen bekommen.
Seit dem 1. September werden Gebühren für die Benutzung von Transitstrecken zwischen West-Berlin und der Bundesrepublik durch die DDR erhoben.
Seit dem 1. September gibt es eine Zehn-Klassen-Schule in der DDR.
Am 6. September wird ein Meldegesetz erlassen, nachdem jeder Ortswechsel innerhalb von drei Tagen gemeldet werden muss, auch bei Urlaubsreisen oder Kuren.
Am 17. September schließen die DDR und die Sowjetunion ein Handelsabkommen und ein Abkommen über wissenschaftlich-technische Zusammenarbeit.
Am 20. September wird eun neues Interzonenhandelsabkommen zwischen der DDR und der Bundesrepublik in Berlin unterzeichnet.
Am 3. Oktober werden 19 Oberschüler aus dem sächsischen Werdau zu Zuchthausstrafen zwischen 2 und 15 Jahren verurteilt. Sie hatten mit Flugblättern gegen die Volkskammerwahlen 1950 protestiert.
Am 7. Oktober wird eine Amnestie für einige Strafgefangene durch eine Gnadenaktion von Präsident Pieck erlassen.
Am 8. Oktober wird die Rationierung aller Lebensmittel, außer Fleisch, Fett und Zucker, aufgehoben und die Preise für Backwaren und Textilien gesenkt.
Am 18. Oktober besetzt die Deutsche Volkspolizei  die Enklave Steinstücken, die zu West-Berlin gehört, muss sie aber am 23. Oktober auf Befehl der Sowjetischen Kontrollkommission wieder räumen.
Am 1. November wird das Gesetz über den ersten Fünfjahrplan durch die Volkskammer beschlossen.

## 1952
1952 beschließt die SED den planmäßigen Aufbau des Sozialismus in der DDR.
Sie erhöht den Druck auf mittelständische Unternehmer und Bauern, fördert Schwer- und Chemieindustrie statt Konsumgüterproduktion, betreibt den Aufbau einer Armee und schafft 14 Bezirke anstelle der bisherigen Länder. Ende des Jahres kommt es zu ernsthaften Versorgungsschwierigkeiten. Über 180.000 Menschen siedeln in diesem Jahr in die Bundesrepublik und nach West-Berlin über, darunter viele Bauern.
Am 9. Januar wird ein Gesetz über freie Wahlen zu einer gesamtdeutschen Nationalversammlung durch die Volkskammer beschlossen. Am 15. Januar verweigert die DDR-Regierung jedoch einer UN-Kontrollkommission die Einreise, die die Voraussetzungen dafür überprüfen soll.
Am 3. Februar wird der Grundstein für die ersten neuen Wohngebäude an der Stalinallee in Ost-Berlin gelegt. Chefarchitekt ist Hermann Henselmann.
Am 10. März werden Vorschläge zu einer deutschen Wiedervereinigung als neutraler Staat durch Josef Stalin an die Westmächte gemacht. Sie werden von diesen am 25. März abgelehnt und vorher freie Wahlen gefordert.
Vom 31. März bis 10. April weilt eine SED-Delegation unter Leitung von Wilhelm Pieck, Otto Grotewohl und Walter Ulbricht in Moskau. Sie erhält von Josef Stalin Anweisungen für die weitere Entwicklung in der DDR.
In der zweiten Stalin-Note vom 9. April erklärt sich die Sowjetunion zu freien gesamtdeutschen Wahlen bereit unter der Bedingung, dass die Wahlen nicht unter UN-, sondern unter Viermächte-Kontrolle stattfinden. Außerdem bietet sie einen Friedensvertrag an. Die Westmächte lehnen dieses am 13. Mai ab.
Am 1. April werden der Deutsche Schriftstellerverband, der Verband Bildender Künstler Deutschlands und der Verband der Komponisten und Musikwissenschaftler eigenständige Organisationen, sie waren vorher dem Kulturbund angegliedert gewesen.
Am 16. April wird die Neugliederung in Stadtbezirke durch die Stadtverordnetenversammlungen von Leipzig, Dresden, Halle und Erfurt beschlossem.
Am 28. April werden 66 von 213 Betrieben der Sowjetischen Aktiengesellschaft (SAG) an die DDR übergeben. Diese werden in Volkseigene Betriebe (VEB) umgewandelt.
Am 12. Mai gibt es staatlich organisierte Protestdemonstrationen in der DDR gegen die Erschießung des westdeutschen FDJ-Mitglieds Philipp Müller bei einer Demonstration in Essen am Vortag.
Am 13. Mai wird die Deutsche Grenzpolizei (DGP) dem Ministerium für Staatssicherheit unterstellt.
Am 26. Mai endet das Besatzungsstatut für die Bundesrepublik durch den Generalvertrag mit den drei Westmächten.
Am 26./27. Mai beginnt daraufhin die hermetische Abriegelung der innerdeutschen Grenze zur Bundesrepublik sowie die Einrichtung einer fünf Kilometer breiten Sperrzone im DDR-Hinterland, ferner die Sperrung der Außengrenze von ganz Berlin zum DDR-Umland (‚Ring um Berlin‘); eine teils bedingte Freizügigkeit besteht fortan (bis zum Mauerbau 1961) nur noch innerhalb Berlins zwischen allen Sektoren.
Am 27. Mai werden die Telefonleitungen zwischen West-Berlin und der DDR gekappt. Sie werden erst 1971 wieder hergestellt.
Am 27. Mai gründet die Bundesrepublik gemeinsam mit Frankreich, Italien und den Beneluxstaaten die Europäische Verteidigungsgemeinschaft (EVG).
Ab dem 1. Juni müssen West-Berliner, die in die DDR einreisen wollen, in Ost-Berlin eine Genehmigung beantragen.
Am 3. Juni blockiert britisches Militär das Gebäude des Berliner Rundfunks der DDR, der sich im britischen Sektor von West-Berlin befindet. Die letzten verbliebenen Mitarbeiter verlassen das Gebäude aber erst im August. Am 6. Juli wird daraufhin der Bau des Funkhaus Nalepastraße in Berlin-Oberschöneweide begonnen, das aber erst im Februar 1956 den Betrieb aufnehmen kann.
Am 6. Juni beginnt in der Sperrzone an der innerdeutschen Grenze die Aktion Ungeziefer mit der Zwangsumsiedlung von über 12.000 Anwohnern aus diesem Gebiet.
Am 8. Juni wird die erste Landwirtschaftliche Produktionsgenossenschaft (LPG) in Merxleben gegründet. Sie muss bald danach auf Weisung der SED wieder aufgelöst werden.
Am 1. Juli wird die Kasernierte Volkspolizei, sowie die Volkspolizei-See und die Volkspolizei-Luft gebildet, die vorher zur Hauptverwaltung Ausbildung mit den Volkspolizei-Bereitschaften im Ministerium des Innern gehörten. Sie bilden die Grundlage für eine Armee, die 1956 als Nationale Volksarmee offiziell gegründet wird.
Vom 5. bis 13. Juli finden die ersten Händel-Festspiele in Halle statt.
Am 8. Juli wird Walter Linse, Mitarbeiter des Untersuchungsausschusses freiheitlicher Journalisten aus West-Berlin nach Ost-Berlin verschleppt. Dieses löst internationale Proteste aus.
Vom 9. bis 12. Juni findet die II. Parteikonferenz der SED statt, auf der der „planmäßige Aufbau des Sozialismus in der DDR“ zur grundlegenden Aufgabe erklärt wird. Dieses bedeutet eine weitere Umgestaltung der DDR zu einem zentralistischen, von der SED geführten Staat.
Am 23. Juli werden 14 neue Bezirke aus den bisherigen fünf Ländern gebildet und in 217 neue Kreise aufgeteilt. Die Verwaltungsbehörden werden die Kreistage und die Räte der Stadt. Die Länderkammer der DDR bleibt jedoch bis 1958 bestehen.
Am 21. Juli wird die erste Produktionsgenossenschaft des Handwerks (PGH) in der DDR durch acht Berliner Stuckateure gegründet.
Am 24. Juli wird der Deutsche Fußballverband der DDR vom Weltfußballverband FIFA aufgenommen. Bald danach findet das erste offizielle Länderspiel statt.
Am 1. August wird die Transportpolizei dem Ministerium für Staatssicherheit (MfS) unterstellt. Dieser Zustand bleibt bis Februar 1957 erhalten.
Am 7. August wird die „Gesellschaft für Sport und Technik“ (GST) gegründet. Sie wurde zuständig für die vormilitärische Ausbildung von Jugendlichen.
15. September
Das Ministerium für Staatssicherheit richtet Postkontrollstellen für Briefe und Pakete zwischen beiden deutschen Staaten ein.
Am 19. und 20. September weilt erstmals eine Delegation der Volkskammer in Bonn. Sie übergibt einen Brief an Bundestagspräsident Hermann Ehlers mit der Bitte um Verhandlungen zur deutschen Wiedervereinigung. Danach trifft sie sich mit einigen westdeutschen Politikern.
Am 21. September wird der innerdeutsche Sportverkehr durch den Deutschen Sportbund (DSB) der Bundesrepublik offiziell eingestellt. Am 12. Dezember wird dieser Beschluss wieder rückgängig gemacht.
25. September
Der Ministerrat beschließt einen Gesetzesentwurf, mit dem die letzten noch geltenden Beschränkungen für ehemalige NSDAP-Mitglieder und Offiziere der Wehrmacht aufgehoben werden. Mit diesem Gesetz erhalten diese, sofern sie nicht wegen Kriegsverbrechen oder Verbrechen gegen die Menschlichkeit verurteilt wurden, die vollen bürgerlichen und politischen Rechte zurück.
Am 27. November wird der Verkauf von Lebensmitteln und Industrieerzeugnissen an West-Berliner verboten.
Am 11. Dezember werden der Handelsminister Karl Hamann und zwei weitere Verantwortliche verhaftet. Sie werden zu Hauptverantwortlichen der Versorgungskrise erklärt. Hamann wird 1954 zu zehn Jahren Haft verurteilt.
Die Reisefreiheit von Einzelpersonen in der DDR wird ab dem 15. Dezember auf einen Umkreis von 100 km beschränkt.
Am 15. Dezember wird Markus Wolf zum Leiter des Instituts für wirtschaftswissenschaftliche Forschung (IWF), dem ersten Auslandsgeheimdienst der DDR, ernannt.
Am 21. Dezember, dem Geburtstag von Josef Stalin, beginnt der Deutsche Fernsehfunk mit einer zweistündigen Versuchssendung, darunter auch der Aktuellen Kamera. Das westdeutsche Fernsehen startet erst einige Tage später.

## 1953
Am 4. Januar veröffentlicht die Parteizeitung der SED Neues Deutschland die „Lehren aus dem Prozess gegen das Verschwörerzentrum Slánský“.
Am 15. Januar wird Außenminister Georg Dertinger überraschend verhaftet. Er hatte eigenständige Gespräche mit westdeutschen CDU-Politikern über eine deutsche Wiedervereinigung geführt. Er wird am 9. Juni 1954 zu 15 Jahren Zuchthaus wegen Spionage verurteilt.
Die Aktion Rose wurde am 10. Februar in den Badeorten der Ostseeküste auf Rügen und Usedom gestartet, mit dem Ziel der Verstaatlichung von Hotel- und Dienstleistungsbetrieben. Viele Hoteliers und Gästehausbesitzer wurden nach ihrer Enteignung unter dem Vorwand von Wirtschaftsdelikten oder Agententätigkeit für den Westen zu Zuchthausstrafen verurteilt. Viele Familien wurden im Rahmen der so genannten „Küstenbereinigungsaktion“ in andere Gebiete der DDR umgesiedelt. Einigen gelang die Flucht in den Westen. In Thüringen gab es eine ähnlich gelagerte „Aktion Oberhof“.
Am 5. März stirbt Josef Stalin. An seine Stelle tritt die Troika Molotow, Malenkow und Beria.
Die Evangelische Kirche protestiert am 21. April gegen den Kirchenkampf der SED und das Vorgehen der Regierung der DDR gegen die evangelische „Junge Gemeinde“ und die evangelische Studentengemeinde. Am 28. April bezeichnet das Ministerium des Innern der DDR die „Junge Gemeinde“ als illegal.
Auf der 13. Tagung des ZK der SED am 13./14. Mai wurde ein Beschluss über die Erhöhung der Arbeitsnormen um mindestens 10 % gefasst.
Am 29. Mai wird die Sowjetische Kontrollkommission (SKK) aufgelöst und das Amt des Hohen Kommissars der UdSSR in Deutschland eingerichtet. Wladimir S. Semjonow wird erster Hoher Kommissar.
In der Bevölkerung regt sich Widerstand gegen den Beschluss über die Erhöhung der Arbeitsnormen vom 14. Mai.
Vom 2. bis 4. Juni sind der Parteivorsitzende Walter Ulbricht, Ministerpräsident Grotewohl und der ZK-Sekretär für Ideologie Fred Oelßner in Moskau zu Geheimberatungen. Sie werden aufgefordert, ihre bisherige harte Politik des Aufbaus des Sozialismus abzumildern.
Das Politbüro der SED übt Selbstkritik und verkündet am 9. Juni einen „Neuen Kurs“. Die „Maßnahmen zum Aufbau des Sozialismus“ werden zurückgenommen, die Erhöhung der Arbeitsnormen bleibt jedoch bestehen.
Am 10. Juni gibt es ein Gespräch von führenden Vertretern der evangelischen Kirche unter Leitung von Bischof Otto Dibelius mit Ministerpräsident Otto Grotewohl. Darin wird über eine Verbesserung des Verhältnisses zwischen Staat und Kirche nach dem Neuen Kurs gesprochen. In den folgenden Tagen werden zahlreiche verhaftete Pfarrer und weitere kirchliche Mitarbeiter entlassen, konfisziertes kirchliches Eigentum zurückgegeben und ausgeschlossenen christlichen Oberschülern und Studenten die Wiederaufnahme in Oberschulen und Hochschulen angeboten.
Am 16. Juni treten die Bauarbeiter der Ost-Berliner Stalinallee aus Protest gegen die Erhöhung der Arbeitsnormen in den Streik. In den Tagen um den 17. Juni herum kommt es zu dem Volksaufstand in der DDR. Die Ost-Berliner Streikbewegung greift auf andere Städte der DDR über. Der sowjetische Militärbefehlshaber übernimmt die Regierungsgewalt und setzt sowjetische Truppen gegen Streikende und Demonstranten ein. Der Aufstand wird blutig niedergeschlagen. Das ZK der SED erklärt den Volksaufstand zu einem vom Westen gelenkten „faschistischen Putsch“.
Am 26. Juni wird der Leiter des sowjetischen Geheimdienstes, Volkskommissar und Minister des Innern, Lawrenti Beria in Moskau verhaftet und am 23. Dezember hingerichtet. Die Führungstroika besteht nun aus Chruschtschow, Malenkow und Bulganin.
Die Deutsche Grenzpolizei (DGP) wird am 27. Juni aus dem Ministerium für Staatssicherheit (MfS) in das Ministerium des Innern (MdI) umgegliedert.
Zwischen 18. und 23. Juli wird der Minister für Staatssicherheit, Wilhelm Zaisser, entlassen. Sein Nachfolger wird Ernst Wollweber. Das MfS wird als Staatssekretariat für Staatssicherheit (StfS) in das MdI eingegliedert. Der bisher eigenständige Auslandsnachrichtendienst Institut für wirtschaftswissenschaftliche Forschung wird als „Hauptabteilung XV“ in den Staatssicherheitsdienst eingegliedert.
Auf der 15. Tagung des Zentralkomitees (ZK) der SED vom 24. bis 26. Juli werden Wilhelm Zaisser und Rudolf Herrnstadt aus dem ZK ausgeschlossen. Walter Ulbricht wird zum 1. Sekretär (bisher „Generalsekretär“) des ZK gewählt.
Im November beginnt die Aktion „Feuerwerk“. Verhaftungswellen wegen angeblicher Agententätigkeit rollen durch die DDR und Personen werden aus dem Westen in den Machtbereich der SED entführt.
Am 15. Dezember wird der am 8. Juli 1952 vom MfS aus West-Berlin entführte Mitarbeiter des Untersuchungsausschusses Freiheitlicher Juristen Walter Linse in Moskau hingerichtet.

## 1954

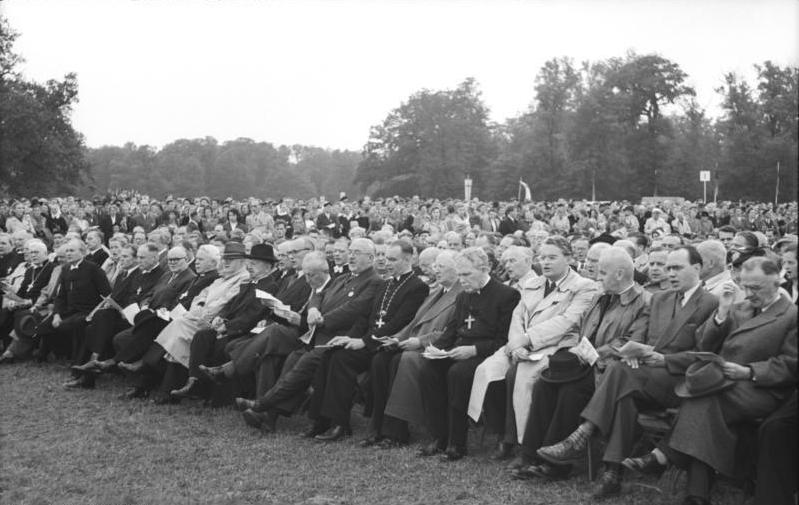
Abschlussgottesdienst des Deutschen Evangelischen Kirchentages in Leipzig mit etwa 650.000 Teilnehmern

Zum 1. Januar werden die letzten 33 Betriebe der Sowjetischen Aktiengesellschaften (SAG) mit Ausnahme der Wismut AG an die DDR übergeben und in VEB umgewandelt.
Vom 25. Januar bis zum 18. Februar findet in Berlin die sogenannte Viererkonferenz der Außenminister der Siegermächte Frankreich, Großbritannien, Sowjetunion und USA statt. Die Debatten über die Deutschland-Frage, den österreichischen Staatsvertrag sowie die Triest-Frage bleiben ohne Ergebnis.
Der im Juli 1953 aus dem Amt entlassene und aus dem ZK der SED ausgestoßene Minister für Staatssicherheit, Wilhelm Zaisser, wird am 23. Januar auch aus der SED ausgeschlossen.
Der Schriftsteller Johannes R. Becher wird am 4. Januar Minister im neu gebildeten Ministerium für Kultur der DDR.
Am 25. März wird eine Erklärung der Sowjetunion über die Gewährung der Souveränität der DDR veröffentlicht. Die DDR gibt daraufhin am 27. März ihre Souveränitätserklärung ab.
Vom 30. März bis zum 4. April findet der IV. Parteitag der SED statt.
Die Bundesrepublik erklärt am 7. April die Souveränitätserklärung der DDR für nichtig und erklärt ihren Alleinvertretungsanspruch für alle Deutschen (siehe auch Hallstein-Doktrin).
Das Internationale Olympische Komitee (IOC) lehnt am 14. Mai die Aufnahme des Nationalen Olympischen Komitees der DDR (NOK) ab.
Vom 5. bis zum 7. Juni findet in Ost-Berlin das II. Deutschlandtreffen der Jugend statt.
Vom 7. bis 11. Juli findet der 7. Deutsche Evangelische Kirchentag in Leipzig statt. Daran nehmen viele Christen aus Westdeutschland und West-Berlin teil. Der Abschlussgottesdienst mit etwa 650.000 Teilnehmern gilt als die größte protestantische Veranstaltung in der deutschen Geschichte. Danach gibt es keine solchen gesamtdeutschen Kirchentage mehr in der DDR.
Am 8. Juli treffen Bundestagspräsident Hermann Ehlers (CDU) und Bundesminister Franz Josef Strauß (CSU) mit dem Volkskammerpräsidenten Johannes Dieckmann (LDPD) und dessen Stellvertreter Otto Nuschke (CDU) in Leipzig am Rande des Kirchentages zusammen. Es ist die einzige Begegnung hochrangiger politischer Vertreter beider Länder bis 1971.
Der Präsident des Bundesverfassungsschutzes Otto John gibt am 23. Juli im DDR-Rundfunk sein Überwechseln in die DDR bekannt. Ihm folgt am 21. August der CDU-Bundestagsabgeordnete Karlfranz Schmidt-Wittmack.
Am 6. Oktober kommt der 1. FC Kaiserslautern zu einem Freundschaftsspiel mit dem DDR-Meister SC Wismut Karl-Marx-Stadt nach Leipzig. Etwa 110.000 Zuschauer sehen ein Jahrhunderttor von dem Weltmeister Fritz Walter.
Bei den Volkskammerwahlen am 17. Oktober entfallen nach offiziellen Angaben 99,46 % auf die Einheitslisten.
Eine 15-Mächte-Konferenz lädt die Bundesrepublik am 23. Oktober zum Eintritt in die NATO ein und erkennt den Alleinvertretungsanspruch der Bundesrepublik Deutschland für Gesamtdeutschland an.
Am 13. November wird ein „Zentraler Ausschuss für Jugendweihe“ gegründet. Im „Neuen Deutschland“ erscheint ein „Aufruf zur Vorbereitung der Jugendweihe 1955“.

## 1955
Ab dem 10. Januar müssen auf Anweisung des Ost-Berliner Magistrats West-Berliner und Westdeutsche in den gastronomischen Einrichtungen in Ost-Berlin mit West-Mark zum Kurs 1:1 zahlen.
Die Sowjetunion bietet am 15. Mai gesamtdeutsche Wahlen an, sollte die Bundesrepublik auf die Ratifizierung der Pariser Verträge verzichten. Diese schreiben die bundesdeutsche Mitgliedschaft in der NATO, den Verzicht der Bundesrepublik Deutschland auf atomare, biologische und chemische Waffen (ABC-Waffen), die Mitgliedschaft der Bundesrepublik in der Westeuropäischen Union (WEU), das Europäische Saarstatut und die Gewährung der vollen Souveränität der Bundesrepublik Deutschland fest (siehe auch: Deutschlandvertrag).
Am 25. Januar erklärt die Sowjetunion den Kriegszustand mit Deutschland für beendet.
Der Deutsche Bundestag ratifiziert am 27. Februar die Pariser Verträge.
Die Volkspolizei-Bereitschaften werden am 17. März in das Staatssekretariat für Staatssicherheit überführt.
Am 27. März findet die erste Jugendweihe in Ost-Berlin statt. Die Jugendweihe soll als sozialistisches Gegenstück die kirchliche Konfirmation/Firmung ablösen.
Paul Merker wird am 30. März zu acht Jahren Zuchthaus verurteilt.
Die Straßennutzungsgebühren werden am 30. März im Transit Bundesrepublik–West-Berlin für Pkw auf 30 Mark, für Lkw auf 100 bis 550 Mark erhöht.
Am 1. Mai nehmen erstmals bewaffnete „Kampfgruppen der Arbeiterklasse“ an den Maidemonstrationen teil.
Die Pariser Verträge treten am 5. Mai in Kraft; die Bundesrepublik erhält die staatliche Souveränität und wird am 9. Mai Mitglied der NATO.
Die DDR wird am 14. Mai Mitglied des Warschauer Paktes.
Am 15. Mai wird die Deutsche Grenzpolizei (DG) wieder in das Staatssekretariat für Staatssicherheit eingegliedert.
Das ZK der SED verabschiedet am 2. Juni ein Zehn-Punkte-Programm zur Wiedervereinigung Deutschlands.
Am 10. Juni werden die dramatischen Erhöhungen der Straßennutzungsgebühren im West-Berlin-Transit vom 30. März teilweise wieder zurückgenommen.
Das Nationale Olympische Komitee der DDR wird provisorisches Mitglied des Internationalen Olympischen Komitees (IOC).
Auf der Rückreise von der Genfer Gipfelkonferenz tritt Nikita Chruschtschow am 26. Juli in Ost-Berlin auf, lehnt freie Wahlen als Vorstufe der Wiedervereinigung Deutschlands ab und verkündet die Zweistaatentheorie.
Die UdSSR bestätigt am 20. September die volle Souveränität der DDR. Das Amt des sowjetischen Hochkommissars wird aufgehoben und ein Beistandsvertrag mit der DDR abgeschlossen.
Das Gesetz über das Staatswappen und die Flagge der DDR wird am 26. September verabschiedet.
Auf seiner 25. Tagung kündigt das ZK der SED am 27. Oktober eine Staatsbeteiligung an Privatunternehmen an.
Am 29. November erklärt die Sowjetunion, der sowjetische Sektor (Ost-Berlin) sei Bestandteil der DDR und unterliege nicht mehr der Kontrolle durch die Alliierten. Die Westmächte weisen dies unter Hinweis auf den Viermächte-Status der Stadt zurück.
Die sowjetischen Truppen geben am 1. Dezember die Sicherung der Außengrenzen der DDR an die Deutsche Grenzpolizei (GP) ab.
Das Staatssekretariat für Staatssicherheit wird wieder Ministerium. Minister wird Ernst Wollweber, Stellvertreter Erich Mielke.
Nach Angaben des Bonner Ministeriums für gesamtdeutsche Fragen sind 1955 bis zum 31. Dezember mehr als 250.000 Flüchtlinge aus der DDR und Ost-Berlin gezählt worden.

## 1956
Ab dem 1. Januar gilt der zweite Fünf-Jahr-Plan.
Die Volkskammer beschließt am 18. Januar die Aufstellung einer Nationalen Volksarmee (NVA).
Am 27. Januar wird Paul Merker aus der Haft entlassen.
Die Geheimrede Chruschtschows auf dem XX. Parteitag der KPdSU (14.–25. Februar) in Moskau markiert den Beginn der Entstalinisierung in den staatssozialistischen Ländern.
Am 1. März wird aus Einheiten der Kasernierten Volkspolizei (KVP) die Nationale Volksarmee (NVA) gebildet und das Ministerium für Nationale Verteidigung gegründet.
Bei einer Konferenz der osteuropäischen Geheimdienste in Moskau (7.–11. März) wird das Ministerium für Staatssicherheit (MfS) als gleichberechtigtes Mitglied aufgenommen.
Am 5. April wird die Ruine der über 1000-jährigen Ulrichskirche in Magdeburg gesprengt. Ein Wiederaufbau wäre möglich gewesen.
Am 1. Mai wird die Hauptabteilung XV des MfS in Hauptverwaltung A (HV A) umbenannt. Leiter bleibt Markus Wolf. An der Maidemonstration in Ost-Berlin nimmt erstmals die NVA teil.
Die achtklassige Grundschule wird am 18. Mai in die obligatorische zehnklassige polytechnische Oberschule umgewandelt.
Ab Juni werden im Zuge der Entstalinisierung etwa 25.000 Häftlinge entlassen.
Am 11. Juni ruft die Regierung der DDR Militärangehörige in der Bundesrepublik zum Übertritt in die DDR auf. Das Angebot soll auch für jugendliche Flüchtlinge aus der DDR gelten.
Auf der 28. Tagung des ZK der SED (27.–29. Juli) werden hohe Parteifunktionäre rehabilitiert (unter anderen Franz Dahlem, Anton Ackermann und Hans Jendretzky) und der so genannte „Dogmatismus“ kritisiert.
Der Schriftsteller und Theaterregisseur Bertolt Brecht (* 10. Februar 1898) stirbt am 14. August in Berlin.
Am 17. August ergeht das KPD-Verbot in der Bundesrepublik Deutschland.
Am 17. August beginnt der  Deutsche Freiheitssender 904 mit seinem Programm. Er soll störende Informationen in die Bundesrepublik senden. Er bezeichnet sich als illegaler westdeutscher Sender, wird aber in der DDR produziert.
Im West-Berliner Notaufnahmelager Marienfelde trifft am 20. September der einmillionste Flüchtling ein. Insgesamt sollen seit Gründung der DDR 1,72 Millionen Menschen die DDR verlassen haben.
Nach der Niederschlagung des Volksaufstandes durch sowjetische Truppen in Ungarn am 24. Oktober werden in Ost-Berlin Professor Wolfgang Harich am 29. November, der Leiter des Aufbau-Verlages Walter Janka und der Kulturredakteur Gustav Just am 6. Dezember wegen der „Bildung einer staatsfeindlichen Gruppe“ verhaftet und zu Freiheitsstrafen verurteilt.

## 1957
Auf dem 30. Plenum des ZK der SED (30. Januar/1. Februar) legt Walter Ulbricht eine von der SED erarbeitete neue Deutschland-Konzeption vor, in der von einer Konföderation beider deutschen Staaten (Bundesrepublik Deutschland und DDR) die Rede ist.
Am 15. Februar werden die Inneren Truppen des MfS (Hauptverwaltung Innere Sicherheit) in das Ministerium des Innern (MdI) eingegliedert. Das Wachregiment Berlin bleibt der einzige militärische Verband des MfS.
Im März wird die Transportpolizei, die seit August 1952 dem MfS unterstanden hatte, neu der Volkspolizei unterstellt.
Wolfgang Harich wird am 9. März als Leiter der oppositionellen „Harich-Gruppe“ zu zehn Jahren Zuchthaus verurteilt.
Am 28. April wird der Deutsche Turn- und Sportbund (DTSB) als letzte Massenorganisation der DDR gegründet. Er löst den Deutschen Sportausschuß (DS) ab. Gleichzeitig übernimmt der DTSB einige wichtige Aufgaben des Staatlichen Komitees für Körperkultur und Sport.
Walter Janka wird am 26. Juli wegen Boykotthetze zu fünf Jahren Zuchthaus verurteilt. Weitere Verurteilte sind Gustav Just, Richard Wolf und Heinz Zöger.
Die Sowjetunion startet am 4. Oktober den ersten Weltraumsatelliten „Sputnik 1“.
Volks- und Länderkammer verlängern anlässlich des Jahrestages der Staatsgründung der DDR die Amtszeit des Präsidenten der DDR, Wilhelm Pieck, um weitere vier Jahre.
Die DDR und Jugoslawien nehmen am 15. Oktober diplomatische Beziehungen auf.
Auf dem 33. Plenum des ZK der SED (16.–19. Oktober) wird „Revisionismus“-Kritik am Minister für Staatssicherheit Ernst Wollweber und anderen geübt.
Die Bundesrepublik Deutschland bricht, der Hallstein-Doktrin folgend, die diplomatischen Beziehungen zu Jugoslawien ab.
Am 1. November wird Erich Mielke Nachfolger des aus „gesundheitlichen Gründen“ zurückgetretenen Ministers für Staatssicherheit Ernst Wollweber.
Die DDR beschließt am 11. Dezember ein neues Passgesetz, um die Zahl der Westreisen zu reduzieren. Eine Flucht aus der DDR wird als sogenannte „Republikflucht“ kriminalisiert.

## 1958
Am 3. Februar werden bei parteiinternen „Säuberungen“ Karl Schirdewan, Ernst Wollweber, Fred Oelßner und andere ihrer Funktionen im Politbüro der SED enthoben. Erich Honecker wird Mitglied des Politbüros und des Sekretariats des ZK der SED.
Die Staatliche Plankommission tritt ab dem 11. Februar an die Stelle des „Wirtschaftsrates“. Die „Vereinigungen der Volkseigenen Betriebe“ (VVB) werden der Staatlichen Plankommission unterstellt.
Die Babelsberger Konferenz an der Deutschen Akademie für Staats- und Rechtswissenschaft legt am 2. und 3. April 1958 Grundlagen für Rechtstheorie und -praxis.
In der DDR werden am 29. Mai die Lebensmittelkarten abgeschafft.
Der Ministerrat der DDR beschließt Maßnahmen zur Umgestaltung der Landwirtschaft, die die Kollektivierung beschleunigen sollen.
Vom 10. bis 16. Juli findet der V. Parteitag der SED statt, auf dem die Parteiführung erklärt, dass bis 1961 der Lebensstandard Westdeutschlands übertroffen werde. Walter Ulbricht verkündet die „Zehn Gebote der sozialistischen Moral und Ethik“.
Am 11. Oktober stirbt der Lyriker, Erzähler und Dramatiker Johannes R. Becher, seit 1954 DDR-Minister für Kultur, in Berlin.
Walter Ulbricht erklärt am 27. Oktober Ost-Berlin zum Hoheitsbereich der DDR gehörig.
Nikita Chruschtschow fordert am 10. November die Revision des Potsdamer Abkommens und droht damit, die Sowjetunion werde ihre Kontrollrechte über Berlin an die DDR übertragen. Damit beginnt die so genannte „Berlin-Krise“.
Am 16. November finden in der DDR Wahlen zur Volkskammer statt. Laut offiziellen Angaben stimmen 99,7 % der Wahlberechtigten für die Einheitsliste.
Am 8. Dezember wird die Länderkammer der DDR aufgelöst und Otto Grotewohl als Ministerpräsident der DDR wiedergewählt.

## 1959
Am 24./25. April findet die 1. Bitterfelder Konferenz über kulturpolitische Probleme statt. Der auf ihr erarbeitete „Bitterfelder Weg“ fordert eine nähere Verbindung von kultureller Betätigung der Werktätigen und dem professionellen Kunstleben. Dadurch sollen neue Impulse künstlerischer und politisch-ideologischer Art entstehen. Die Losung der Konferenz lautet: „Greif zur Feder, Kumpel! Die Sozialistische Nationalkultur braucht dich!“. Referenten sind u. a. Walter Ulbricht und Alfred Kurella. Praktische Auswirkungen sind, dass Künstler für einen gewissen Zeitraum innerhalb eines Betriebes tätig werden, um dann ihre Erlebnisse und Erfahrungen in einem sozialistisch-realistischen Werk Ausdruck zu verleihen.
Vom 11. Mai bis 20. Juni und vom 13. Juli bis 5. August findet in Genf eine Außenministerkonferenz der „Vier (Sieger-)Mächte“ (Großbritannien, Frankreich, Sowjetunion und USA) statt. An ihr nehmen Delegationen aus beiden deutschen Staaten als Beobachter teil.
Die Volkskammer verabschiedet am 3. Juni das Gesetz über Landwirtschaftliche Produktions-Genossenschaften (LPG). Damit beginnt die endgültige Kollektivierung der gesamten Landwirtschaft.
Vom 12. bis 21. Juni finden die ersten Arbeiterfestspiele der DDR in Bezirk Halle statt.
Der Fünfjahrplan wird am 1. Oktober abgebrochen und durch den Siebenjahrplan ersetzt.
Ebenfalls am 1. Oktober beschließt die Volkskammer das Gesetz zur Änderung der Staatsflagge. Die Fahne zeigt jetzt als Wappen Hammer und Zirkel im Ährenkranz auf schwarz-rot-goldenem Hintergrund.
Vom 2. bis 15. Oktober finden die ersten Berliner Festtage des Theaters und der Musik in Ost-Berlin statt. Sie sind ein Gegenprogramm zu den Berliner Festwochen in West-Berlin.
Am 22. November läuft im Deutschen Fernsehfunk die erste Folge von Unser Sandmännchen.

## 1960
1960 verlassen etwa 200.000 Menschen die DDR in die Bundesrepublik
Am 23. Januar schickt Walter Ulbricht einen Brief an Bundeskanzler Adenauer über Bemühungen zur Wiedervereinigung, auf den dieser aber nicht reagiert.
Am 10. Februar wird der Nationale Verteidigungsrat der DDR gegründet. Er soll über die wichtigsten sicherheitspolitischen Bereiche entscheiden. Vorsitzender wird Walter Ulbricht.
Vom 18. bis 28. Februar gewinnen DDR-Sportler bei den Olympischen Winterspielen in Squaw Valley in den USA zwei Gold- und eine Silbermedaille.
Am 22. Februar sterben 123  Bergarbeiter bei dem Grubenunglück von Zwickau, dem schwersten seiner Art in der Geschichte der DDR.
Am 21. März hat die Propagandasendung Der schwarze Kanal von Karl-Eduard von Schnitzler im Deutschen Fernsehfunk Premiere. Sie verwendet Ausschnitte von Westfernsehsendungen, um die tatsächlichen und angeblichen Probleme in der Bundesrepublik darzustellen.  Sie wird erst im Dezember 1989 eingestellt.
Am 14. April wird die Kollektivierung der Landwirtschaft in der DDR von Walter Ulbricht auf einer Tagung der Volkskammer für abgeschlossen erklärt.
Am 29. April wird der Bundesvertriebenenminister Theodor Oberländer durch das Oberste Gericht der DDR in einem Schauprozess in Abwesenheit zu lebenslanger Haft wegen seiner mutmaßlichen Beteiligung an  zehntausend Morden in Lwiw in der Ukraine 1941 verurteilt. Er tritt fünf Tage später zurück.
Am 21. Juli wird der ehemalige Oberleutnant der Grenzpolizei Manfred Smolka mit dem Fallbeil in Leipzig hingerichtet. Er war in den Westen geflohen und hatte danach versucht, seine Familie illegal nachzuholen, wobei er gefasst wurde.
Vom 25. August bis 10. September gewinnen DDR-Sportler bei den Olympischen Sommerspielen in Rom eine Gold-, acht Silber- und fünf Bronzemedaillen, sowie eine Gold- und zwei Bronzemedaillen in gemischten gesamtdeutschen Teams.
Am 7. September stirbt Präsident  Wilhelm Pieck  in Berlin.
Ab dem 8. September benötigen Bundesbürger, die nach Ost-Berlin einreisen wollen, eine Aufenthaltsgenehmigung. Sie wird an den Übergangsstellen von der Volkspolizei erteilt. Westberliner dürfen weiter ohne eine solche Genehmigung einreisen.
Am 12. September wird der Staatsrat der DDR anstelle des Amtes des Präsidenten neu geschaffen. Erster Vorsitzender wird Walter Ulbricht, der damit Staatsoberhaupt wird.
Seit dem 15. Oktober werden nur noch West-Berliner Personalausweise durch die DDR-Grenzbeamten bei Einwohnern aus West-Berlin akzeptiert und keine bundesdeutschen Pässe mehr.
Am 30. September wird das Interzonenhandelsabkommen durch die Bundesregierung wegen der vorherigen Einreisebeschränkungen der DDR aufgekündigt.
Am 1. Oktober beginnt der Deutsche Soldatensender 935 seine Sendungen. Er richtet sich vor allem an Militärangehörige in der Bundesrepublik und will destruktive Informationen verbreiten.
Am 1. Oktober wird eine Gewährung von Straferlass durch Gnadenerweis (Amnestie)  durch den neuen Staatsrat beschlossen. Im November werden einige Strafgefangene entlassen, darunter Walter Janka und  Hermann Flade.

## Dokumentarfilm
- Das war die DDR. Aufbruchstimmung und Enttäuschung 1949–1961, ZDF-info, von Lutz Rentner (online – 44 Minuten)